# 渡辺与七

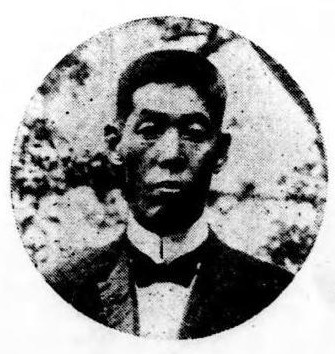
渡辺与七

渡辺 与七（わたなべ よしち、1878年（明治11年）5月19日 - 1945年（昭和20年）4月16日）は、日本の政治家。衆議院議員（1期）。

## 経歴
宮崎県那珂郡、のちの南那珂郡油津町（現日南市）で生まれた。1902年（明治35年）東京高等商業学校(現・一橋大学)専攻科卒。日露戦争に参加し、陸軍一等計手となる。その後、酒造業を営み、油津町(現・日南市)議、南那珂郡会議員、宮崎県議、同副議長、同議長、営業税調査委員となる。ほか油津漁業組合長、南那珂郡酒造組合長、県及び郡水産会長、帝国水産会評議員、油津信用組合長、県信用組合連合会理事、県酒造組合連合会長、酒造組合中央会評議員、日南水産、油津製氷冷蔵各(株)取締役社長
などを歴任する。
1932年（昭和7年）第18回衆議院議員総選挙において宮崎県全県区から立憲政友会公認で立候補して当選した。1936年（昭和11年）第19回衆議院議員総選挙で落選した。1945年死去。